# Pluto i skafferiet
Pluto i skafferiet (även Pluto är hungrig) (engelska: Pantry Pirate) är en amerikansk animerad kortfilm med Pluto från 1940.

## Handling
Pluto är hungrig och vill ha mat, men det är inte lätt att få någon läckerbit när han redan blivit utkastad från huset en gång efter att ha försökt stjäla mat från skafferiet. Inte heller blir det bättre av att han känner doften av skinka som får honom att än en gång försöka ta sig in i huset.

## Om filmen
I filmen förekommer en mörkhyad hushållerska, som i några TV-sändningar i USA klipptes bort.
Filmen hade svensk premiär den 8 september 1941 på biografen Spegeln i Stockholm.
Filmen har givits ut på VHS och finns dubbad till svenska.

## Rollista
- Lee Millar – Pluto
- Lillian Randolph – hushållerskan[7]